# Saint-Martin-le-Vinoux
Saint-Martin-le-Vinoux är en kommun i departementet Isère i regionen Auvergne-Rhône-Alpes i sydöstra Frankrike. Kommunen ligger i kantonen Saint-Égrève som tillhör arrondissementet Grenoble. År 2022 hade Saint-Martin-le-Vinoux 5 957 invånare.

## Befolkningsutveckling
Antalet invånare i kommunen Saint-Martin-le-Vinoux
Referens:INSEE

## Vänorter
Saint-Martin-le-Vinoux har följande vänorter:
- Bălcești, Rumänien
- Brotterode-Trusetal, Tyskland
- Moribabougou, Mali, sedan 1986